# Ja-12
Der Ja-12 (russisch Я-12) ist eine Artilleriezugmaschine mit Kettenfahrwerk des sowjetischen Herstellers Jaroslawski Awtomobilny Sawod (kurz JaAZ, russisch ЯАЗ). Er wurde von 1942 bis 1948 für die Rote Armee in Serie hergestellt, wobei rund 2500 Exemplare verschiedener Versionen gebaut wurden. Aufgrund verschiedener konstruktiver Änderungen und einem Herstellerwechsel wurden die Fahrzeuge abweichend auch als Ja-11, Ja-13, M-12A und M-13A bezeichnet.

## Fahrzeuggeschichte

### Ja-11
Zu Beginn des Zweiten Weltkriegs fehlten der Roten Armee größere Mengen Artillerietraktoren. Zwar wurden im Stalingradski Traktorny Sawod mit Modellen wie dem STS-5 Stalinez passende Maschinen gebaut, allerdings konnte das Werk die benötigten Stückzahlen nicht liefern. Mit der Schlacht um Stalingrad ab 1942 musste es zudem die Produktion einstellen. Die vorhandenen Fahrzeuge gingen während der Kampfhandlungen häufig verloren, so dass dringend Ersatz gebraucht wurde.
Es folgten verschiedene Versuche mit Komponenten der Panzer T-40, T-60 und T-70, wobei insbesondere ein passender Antrieb gefunden werden sollte. Dabei kamen die Konstrukteure zu der Lösung, zwei Motoren des Pkws GAZ-M1 parallel zu verbauen. Die Entwicklungsarbeiten am Projekt Raupenschlepper „D“ (russisch „Д“ für „двухмоторный“ – zweimotorig) fanden im Forschungsinstitut NATI in Moskau statt, wobei auf frühere Konstruktionen von 1940 zurückgegriffen wurde. Die Arbeiten mussten zwischenzeitlich aufgrund der Schlacht um Moskau unterbrochen werden und konnten erst 1942 wieder aufgenommen werden.
Erste Tests mit dem neuen Fahrzeug fanden im Herbst 1942 statt. Sie verliefen weitgehend erfolgreich, Schwierigkeiten blieben dennoch bestehen. So musste die Synchronisation der Motoren mechanisch erfolgen, was häufig Probleme bereitete. Durch einen neuen Kühler mit großem Ventilator sank die verfügbare Leistung der Motoren von je 50 auf nur noch 43 PS. In der Praxis lag die Leistung nicht wesentlich höher als die des Sechszylindermotors des Lastwagens ZIS-5, der eine deutlich einfachere Konstruktion ermöglicht hätte. Die Motoren des GAZ-M1 waren zudem für ihre mangelnde Zuverlässigkeit bekannt. Kolben und Pleuellager verschlissen schnell, außerdem war die Ölversorgung an Hanglagen mangelhaft. Dadurch kam es häufig zu Lagerschäden. Um das Drehmoment übertragen zu können, mussten Federn an der Kupplung verstärkt werden, was wiederum zur Folge hatte, dass der nötige Pedaldruck beim Kuppeln auf viel zu hohe Werte anstieg. Das Schaltgetriebe wurde vom Lastwagen GAZ-AA übernommen, stellte sich allerdings als wenig verschleißfest und unterdimensioniert heraus. Viele Komponenten wurden von leichten Panzern übernommen, das Fahrwerk beispielsweise stammte fast komplett vom T-60.
Trotz der vorhandenen Probleme wurde die Konstruktion an das Jaroslawski Awtomobilny Sawod zur Fertigung übergeben. Die Wahl fiel deshalb auf das Werk, weil dort genügend Zahnradschneidemaschinen und andere komplexe Werkzeuge zur Verfügung standen, um eine Fertigung zu gewährleisten. Im November 1942 erging so der Auftrag nach Jaroslawl, die Fertigung aufzunehmen und das Fahrzeug so weit wie notwendig an die Gegebenheiten im Werk anzupassen. Hier erhielt das Projekt den Namen Ja-11.
Im Jaroslawler Werk zeigten sich neue Probleme. Zum einen musste die Produktion innerhalb von drei Monaten von zivilen Lastwagen wie dem JaG-6 auf militärisches Gerät umgestellt werden. Zum anderen ergaben sich Probleme mit der Fertigung der Laufwerksteile und der Traktion des Fahrzeugs im Gelände. Entsprechend musste die Anhängelast auf 5000 kg reduziert werden. Auch verschiedene Teile des Antriebsstrangs erwiesen sich als problematisch. Da es an Mangan mangelte, musste Stahl mit geringerer Härte verwendet werden, wodurch der Verschleiß stark zunahm. Die Pritsche wurde auf Wunsch des Militärs angepasst und bot mit knapp fünf Quadratmetern genügend Fläche, um bis zu zehn Soldaten mit Ausrüstung und Munition für das Geschütz zu befördern. Außerdem erhielt der Schlepper eine Lichtanlage.
Durch die geänderte Konstruktion und dadurch, dass Nichteisenmetalle eingespart und durch Stahl ersetzt werden mussten, stieg das Gewicht gegenüber dem Prototyp erheblich an. Viele technische Schwierigkeiten blieben bestehen, trotzdem sollte Mitte 1943 die Serienproduktion mit zunächst 50 Exemplaren beginnen. Bis dahin waren, je nach Angabe, drei oder fünf Prototypen gebaut worden. Weitere Tests erfolgten im Mai und Anfang Juni 1943. Es wurden insgesamt zwölf Rahmen gebaut, die aber schlussendlich nicht verwendet werden konnten. Im Juni 1943 trafen schwere Bombenangriffe das Gorkowski Awtomobilny Sawod, das die Motoren für den Ja-11 zuliefern sollte. Da andere Motoren nicht zur Konstruktion passten, musste das Projekt überarbeitet werden.

### Ja-12

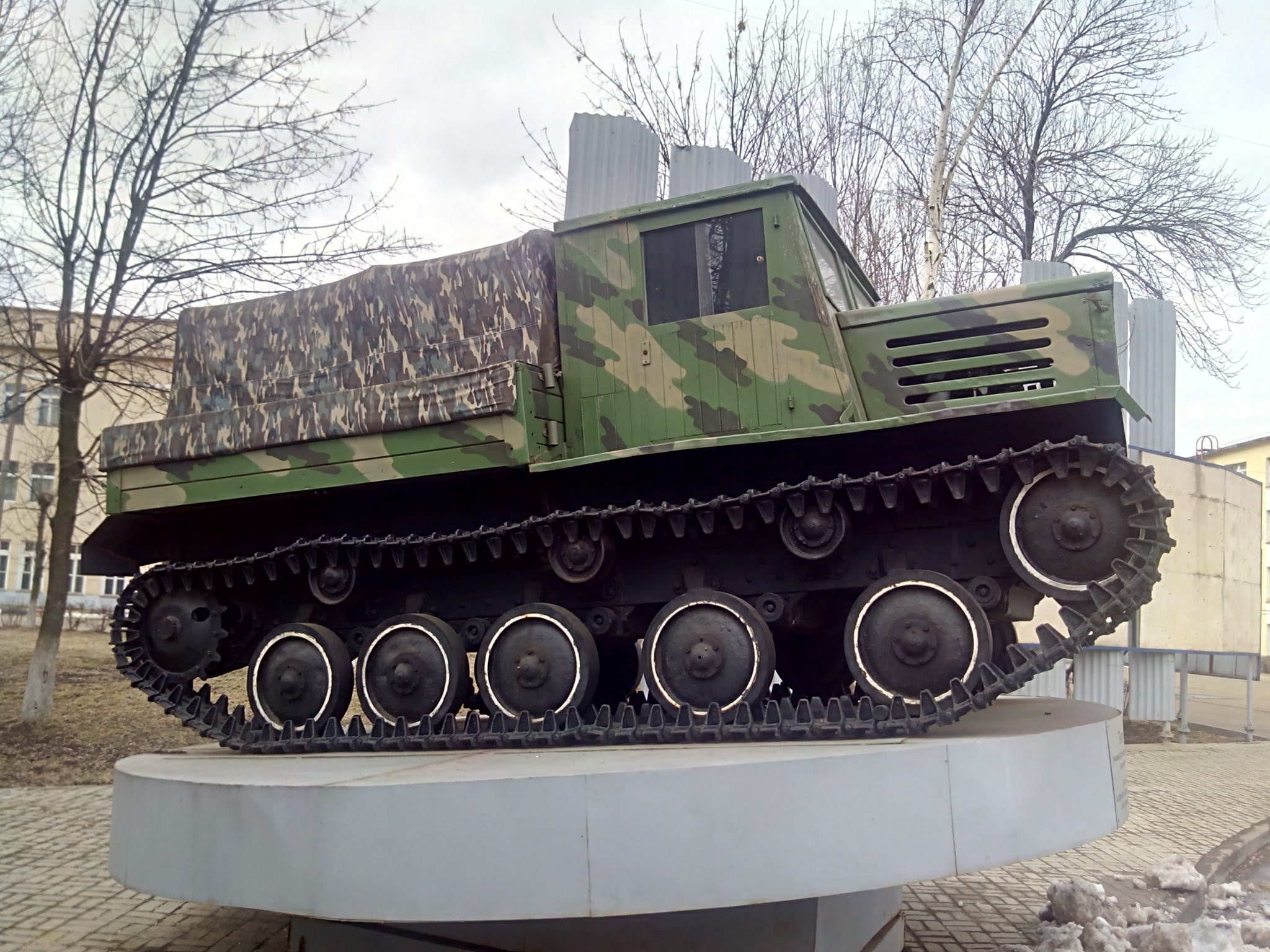
Seitenansicht des gleichen Ja-12 (2014)

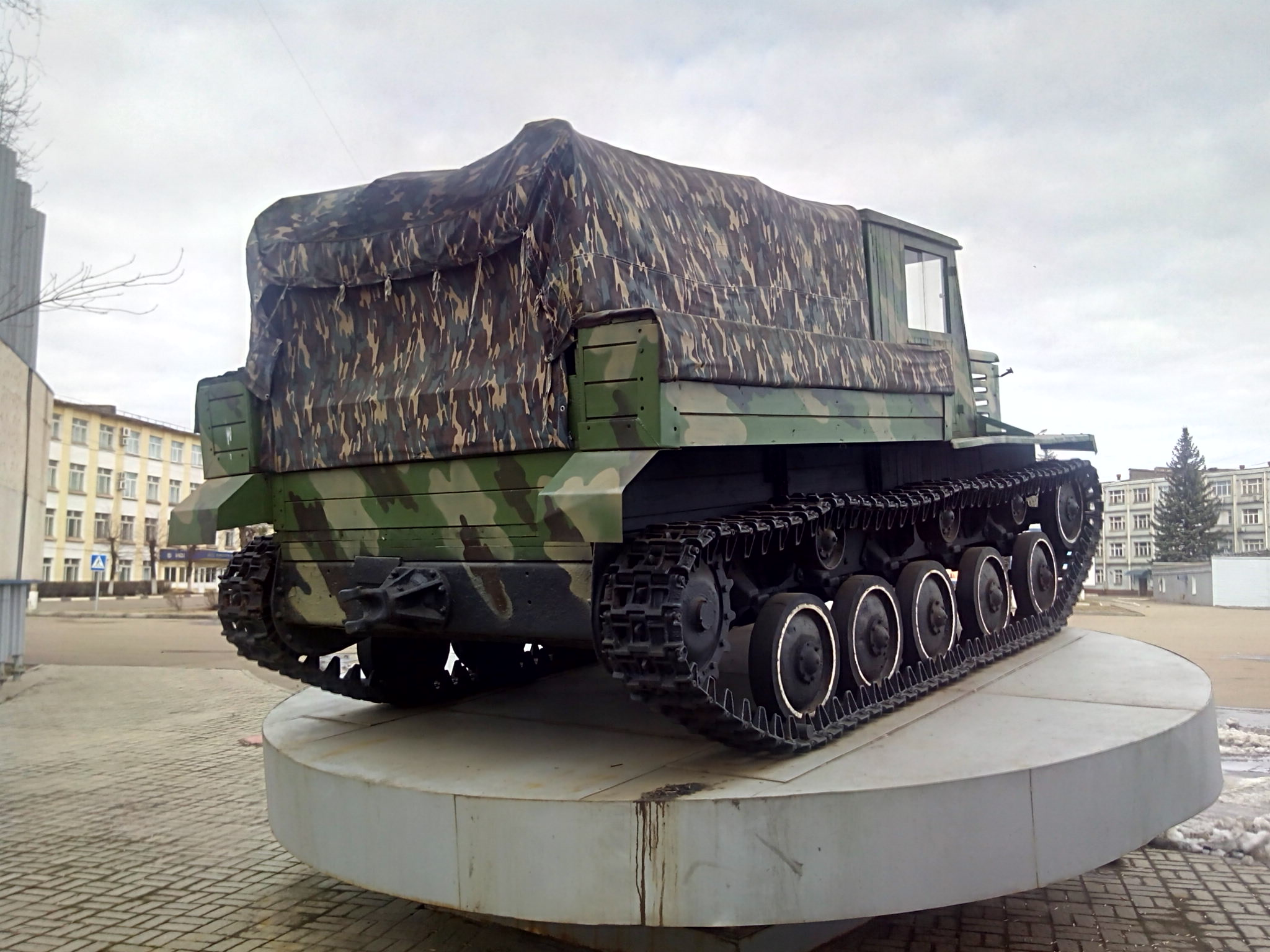
Heckansicht (2014)

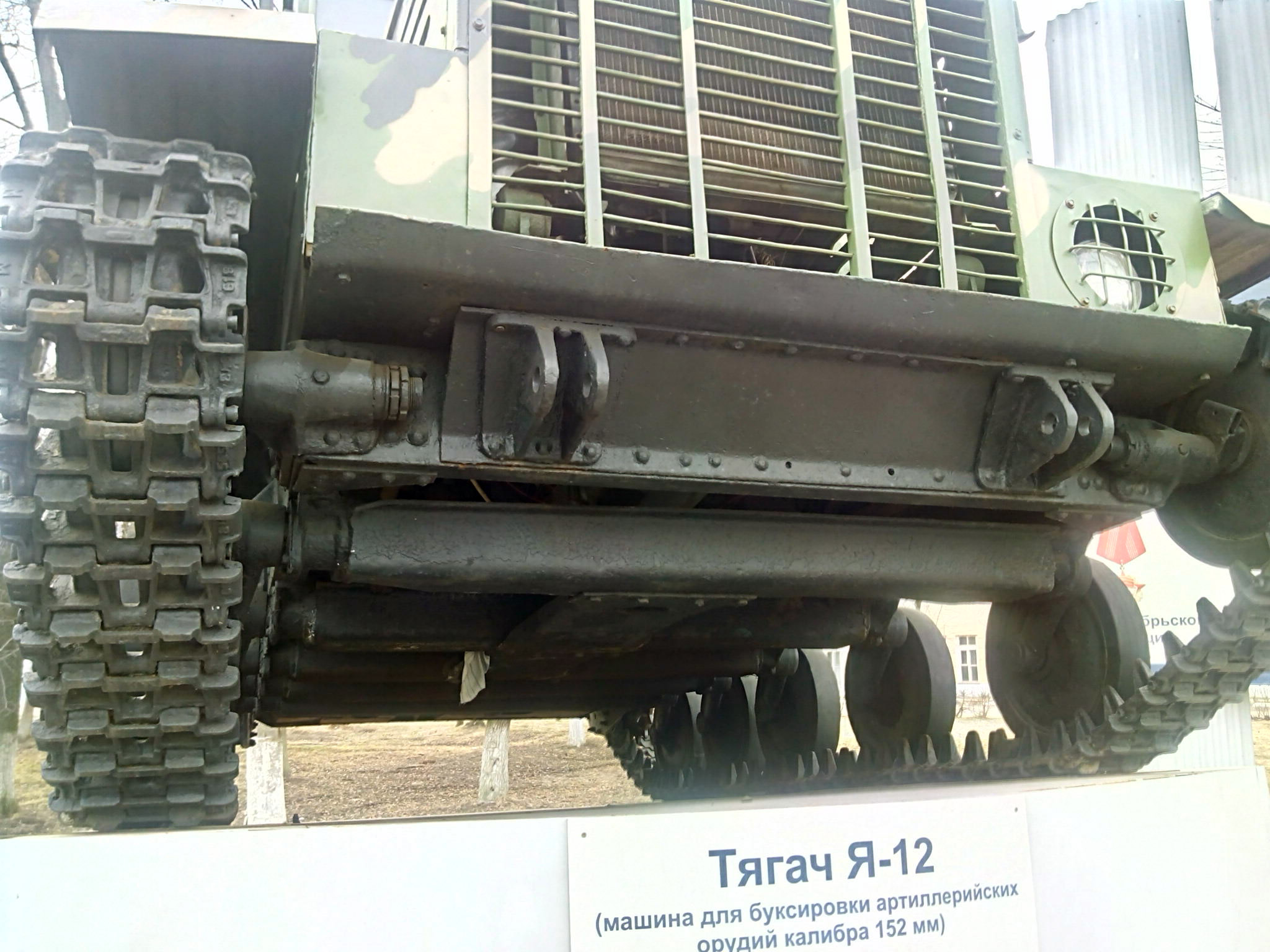
Blick unter das Fahrzeug (2014)

Bereits 1941 hatte der Direktor von JaAZ, A. A. Nikanorow, an Stalin einen Antrag geschrieben, US-amerikanische Motoren von Detroit Diesel zukaufen zu dürfen. Stalin bewilligte diesen Antrag und die Motoren wurden tatsächlich nach Wladiwostok geliefert, in Jaroslawl hatte man die Bestellung durch die Kriegswirren zwischenzeitlich vergessen. Als 1943 die Suche nach einem neuen möglichen Triebwerk für den Ja-11 begann, erinnerte man sich an die 1500 Zweitakt-Dieselmotoren vom Typ 4-71, die tatsächlich noch in Wladiwostok vorhanden waren. Innerhalb weniger Wochen wurde die nun Ja-12 benannte Konstruktion geändert und an den neuen Motor angepasst. Unter anderem wurde das Kraftstoffsystem geändert, zusätzliche Instrumente verbaut, das Kühlsystem überarbeitet und die Elektrik völlig überarbeitet.
Auch am Antriebsstrang wurden Änderungen vorgenommen. Durch den kräftigeren, langsamer drehenden Dieselmotor konnte die Gesamtübersetzung reduziert werden. Das Getriebe wurde starr an vier Punkten am Rahmen befestigt, die Ladepritsche verkleinert. Jetzt hatten nur noch acht Soldaten Platz. Ersatzteile wurden jetzt außen angebracht, dadurch mussten sie nicht mehr auf der Ladefläche mitgeführt werden. Auch das Fahrerhaus wurde schmaler gestaltet, so das nur noch zwei statt wie zuvor drei Personen darin sitzen konnten. Durch den stärkeren Motor erhöhte sich die Höchstgeschwindigkeit auf der Straße auf 37 km/h und die Anhängelast auf 8000 kg. Somit konnte sogar noch die schwere 152-mm-Kanonenhaubitze M1937 (ML-20) gezogen werden.
Tests mit dem Ja-12 erfolgten im Herbst 1943, es schloss sich eine Serienproduktion an. 1944 konnte das Fahrzeug bei der Armee erfolgreich eingeführt werden und zeigte zufriedenstellende Fahreigenschaften. Die Motorlebensdauer betrug 700 Stunden, die des Fahrwerks etwa 3000 Kilometer. Im Gelände konnte unter Last eine Durchschnittsgeschwindigkeit von 13 km/h erreicht werden, auf der Straße 17 km/h. Im Betrieb zeigten sich jedoch wieder Mängel. Die Federung war für Volllast zu schwach ausgelegt und die nötige Materialqualität konnte nicht immer eingehalten werden, wodurch immer wieder Teile brachen. Auch die Antriebsräder des Kettenlaufwerks waren nicht immer einwandfrei, was zu abbrechenden Zähnen führte. Erleichtert wurden die Reparaturen dadurch, dass viele Teile baugleich mit denen der Selbstfahrlafette SU-76M waren, welche in Werken mit besserer Ausstattung produziert wurden, die auch bessere Qualität lieferten. Im Gelände und insbesondere auf vereisten Böden zeigte sich wieder, dass das Fahrwerk nicht genügend Traktion aufbringen konnte. An vereisten Hängen mussten drei der Zugmaschinen eingesetzt werden, um fünf Tonnen Anhängelast zu bewegen. Teilweise wurden sie auch mit wesentlich größeren Kettentraktoren vom Typ Stalinez-65 gekuppelt.
Als schwierig erwies es sich, den Zweitakt-Dieselmotor bei besonders niedrigen Temperaturen zu betreiben. Es gab Versuche, die Motoren mit niedriger Drehzahl über Nacht laufen zu lassen, was aber verschiedene Bauteile zusetzen ließ. Trotzdem erreichte die Produktion ein Niveau von zwei bis drei Fahrzeugen pro Tag, was für JaAZ zur damaligen Zeit relativ viel war. Von August 1943 bis Dezember 1946 wurden insgesamt 2296 Ja-12 gefertigt, wobei der Großteil auf die Jahre 1944 und 1945 entfiel und 1946 nur noch 67 Schlepper gebaut wurden. Danach wurde die Fertigung an ein anderes Werk in Mytischtschi abgegeben und dort als M-12A weitergeführt.
Bei Kriegsende hatte die Rote Armee noch 1270 Einheiten aller Varianten des Ja-12 im Bestand. Bis mindestens 1954 wurden sie eingesetzt, danach ausgesondert und verschrottet. Da sich die Ersatzteilbeschaffung als schwierig erwies, wurden bei Reparaturen oft selbst produzierte Motoren des Typs JaAZ-204 eingebaut, eine Kopie des ursprünglichen Detroit-Diesel-Aggregats mit metrischen Maßen. Bereits 1945 war ein Schlepper an ein Museum gegangen, das aber 1967 aufgelöst wurde. In diesem Zuge wurde das Fahrzeug verschrottet. JaAZ selbst nutzte eins von den Zugmitteln im internen Werksverkehr und restaurierte es später. Heute steht es als Denkmal auf einem Podest auf dem Werksgelände (Farbfotos auf dieser Seite).

### Ja-13
Da abzusehen war, dass die Detroit-Diesel-Motoren nicht ausreichen würden, suchte man bereits zeitig bei JaAZ nach einer heimischen Alternative. Im Herbst 1943 war der Sechszylinder-Ottomotor des Lastwagens ZIS-5 so weit entwickelt, dass er regulär 73 und maximal 80 PS leisten konnte. Das machte ihn zu einer möglichen Alternative für die US-amerikanischen Dieselmotoren. Ab 1944 wurde er zudem im sicheren Uralski Awtomobilny Sawod imeni Stalina in Miass gefertigt, das die deutschen Bomber nicht erreichen konnten. Trotzdem mussten Modifikationen am Fahrzeug vorgenommen werden, insbesondere die Gesamtübersetzung war zu gering. Sie wurde geändert, so aber auch gleichzeitig die Höchstgeschwindigkeit auf zirka 20 km/h gesenkt. Unter Last konnte der Schlepper noch 13 km/h auf der Straße und 9 km/h im Gelände fahren. Der Kraftstoffverbrauch stieg stark an, wodurch sich die Reichweite auf etwa 200 Kilometer halbierte.
Ein Vorteil des Ottomotors war, dass er aufgrund seiner geringeren Kompression auch mit Kurbel von Hand gestartet werden konnte. Die aufwändigeren Anlassverfahren wie beim Dieselmotor notwendig entfielen dadurch. Die Traktionseigenschaften im Gelände verbesserten sich durch ein überarbeitetes Fahrwerk leicht. Die Motoren neigten jedoch zur Überhitzung bestimmter Baugruppen und fielen häufig aus. Deswegen wurden sie später durch andere Fabrikate ersetzt. Bis Ende 1943 wurden 71 Fahrzeuge vom Typ Ja-13 gebaut, über eine weitere Produktion ist nichts bekannt.

### Ja-13F
Aufgrund der bekannten Probleme des Motors vom Typ ZIS-5 suchte man weiter nach Alternativen. Die nächste passende Variante schien der sehr ähnliche Motor aus dem Bus ZIS-16, der bereits in der zivilen Version mit Leichtmetallzylinderköpfen ausgestattet war und eine Verdichtung von 6,1:1 hatte. Damit war die Grenze erreicht, die Benzin mit etwa 70 Oktan zuließ, weil dessen Klopffestigkeit für höhere Verdichtungen zu gering war. Trotzdem nahm man weitere Modifikationen vor und erreichte so eine Motorleistung von 95 PS. Das Triebwerk mit der Bezeichnung ZIS-5MF bzw. auch nur ZIS-MF (MF für миасский форсированный, sinngemäß „aus Miass, leistungsgesteigert“) wurde ab November 1943 in einige Prototypen eingebaut, die die Bezeichnung Ja-13F erhielten. Der Motor erhielt einen neuen Vergaser und ein überarbeitetes Schwungrad.
Durch den überarbeiteten Motor stieg das Drehmoment leicht an, gleichzeitig wurde das Fahrzeug jedoch schwerer. Die Anhängelast musste auf fünf Tonnen begrenzt werden. Die Ölkühlung und Versorgung der Lagerstellen mit Öl blieb ein Problem, was nicht vollständig behoben werden konnte. 1944 wurden drei der Fahrzeuge gebaut, 1945 noch einmal zwei. Auch, weil die Amerikaner im Rahmen des Leih- und Pachtgesetzes später regulär weitere Motoren von Detroit Diesel zulieferten, wurde eine Serienfertigung in Jaroslawl nicht aufgenommen. Stattdessen wurde die Produktion in das Werk No. 40 (Мытищинский машиностроительный завод, Mytischtschinski Maschinostroitelny Sawod, Mytischtschiner Maschinenbauwerk) verlagert, wo Schlepper mit dem Motor ZIS-MF auch in Serie gefertigt wurden.
Der letzte erhaltene Ja-13F stand bis 1967 im oben erwähnten Militärmuseum und wurde anschließend verschrottet.

### M-12A
Ende 1944 wurde auch die Fertigung des Ja-12 in das Maschinenbauwerk nach Mytischtschi verlagert. Es änderte sich der herstellerspezifische Teil der Typenbezeichnung von Ja nach M, der je für den ersten Buchstaben des Herstellerwerks steht. Außerdem wurde der Buchstabe A an die Nummer angehängt um kenntlich zu machen, dass es sich um eine neue Version des Fahrzeugs handelt. Die Verlagerung in das Werk geschah bewusst, da dort bereits die Selbstfahrlafette SU-76M hergestellt wurde, von der der Kettentraktor viele Baugruppen übernahm. Im gleichen Zuge wurden diverse kleinere Verbesserungen vorgenommen. Der Tank wurde um 50 l vergrößert, die Kupplung verstärkt, die unzureichende Bodenfreiheit erhöht und das Getriebe gegen das der SU-76M getauscht. Dadurch sank die Höchstgeschwindigkeit geringfügig. Als Antrieb diente weiter der Detroit-Dieselmotor vom Typ 4-71.
Als Folge der Änderungen wurde das Fahrzeug schwerer, die maximale Anhängelast musste auf 6000 Kilogramm begrenzt werden. Das war vor allem der Unzuverlässigkeit verschiedener Antriebs- und Fahrwerkskomponenten geschuldet, die für die Konstruktion zu schwach auslegt waren. Der neue Name M-12 bzw. M-12A konnte sich bei der Armee nicht durchsetzen, dort wurde das Fahrzeug weiter als Ja-12 geführt. 1946 begann in Mytischtschi die Produktion von Kleinserien, 1948 wurde die Fertigung beendet, wobei es zwischendurch immer wieder Unterbrechungen gab. Auch der letzte M-12A wurde 1967 im Zusammenhang mit der Museumsauflösung verschrottet. In Jaroslawl wurde die Fertigung von Militärfahrzeugen nach dem Krieg eingestellt und fortan wieder Lastwagen gebaut.

### M-13A
Auch die Fertigung des Ja-13F wurde in das Maschinenbauwerk nach Mytischtschi verlegt und als M-13A fortgeführt. 1945 begann dort parallel zur Dieselversion die Produktion der Fahrzeuge mit Benzinmotor, an denen die gleichen konstruktiven Änderungen wie am M-12A vorgenommen wurden. Die Leistung des Ottomotors wurde bis auf 99 PS gesteigert, wodurch die Höchstgeschwindigkeit um fast vier Kilometer pro Stunde zunahm. Auch das Leergewicht stieg wie schon beim M-12A an. Aus diesem Grund wurde 1946 noch ein Prototyp mit leichterer Karosserie gebaut, der aber nicht in die Serienfertigung übernommen wurde.
Auch der M-13A wurde bis 1948 gebaut. Um den Jahreswechsel 1946/47 wurden einige M-13A vom NATI-Institut getestet, das insbesondere am Motor gravierende Mängel fand. So wurden Fertigungsmängel und schlechte Werkseinstellungen festgestellt, auch die Materialqualität entsprach nicht den Anforderungen. Die getesteten Motoren hielten im Mittel nur etwa 500 Betriebsstunden.
Analog zum M-12A konnte sich die neue Bezeichnung nicht im Militär durchsetzen, es blieb bei der Bezeichnung Ja-13 oder Ja-13F. Die Zugmaschinen wurden bis in die 1950er-Jahre verwendet und anschließend ausgemustert.

## Technische Daten aller Versionen
Soweit bekannt.
| Fahrzeugtyp                   | Ja-11                             | Ja-12                             | M-12A                             | Ja-13F                           | M-13A                            |
| ----------------------------- | --------------------------------- | --------------------------------- | --------------------------------- | -------------------------------- | -------------------------------- |
| (erstes) Baujahr              | 1942/43                           | 1943                              | 1944                              | 1944                             | 1945/46                          |
| Motor                         | 2×Vierzylinder-Viertakt-Ottomotor | Vierzylinder-Zweitakt-Dieselmotor | Vierzylinder-Zweitakt-Dieselmotor | Sechszylinder-Viertakt-Ottomotor | Sechszylinder-Viertakt-Ottomotor |
| Motortyp                      | 2×GAZ-M                           | GMC 4-71                          | GMC 4-71                          | ZIS-5MF                          | ZIS-5MF                          |
| Leistung                      | 2×43 PS                           | 112 PS                            | 112 PS                            | 95 PS                            | 99 PS                            |
| Reichweite                    | 325 km                            | 350 km                            | 415 km                            | 250 km                           | 295 km                           |
| Höchstgeschwindigkeit         | 29,4 km/h                         | 37,1 km/h                         | 35 km/h                           | 24 km/h                          | 27,7 km/h                        |
| Sitzplätze in der Kabine      | 3                                 | 3                                 | 3                                 | 3                                | 3                                |
| Sitzplätze auf der Ladefläche | 8 bis 10                          | 8                                 | 8                                 | 8                                | 8                                |
| Länge                         | 4890 mm                           | 4890 mm                           | 4873 mm                           | 4890 mm                          | 4873 mm                          |
| Breite                        | 2440 mm                           | 2440 mm                           | 2450 mm                           | 2440 mm                          | 2450 mm                          |
| Höhe                          | 2213 mm                           | 2215 mm                           | 2290 mm                           | 2290 mm                          | 2295 mm                          |
| Bodenfreiheit                 | 358 mm                            | 305 mm                            | 350 mm                            | 310 mm                           | 355 mm                           |
| Leergewicht                   | 5418 kg                           | 6550 kg                           | 6740 kg                           | 5710 kg                          | 5905 kg                          |
| Zuladung                      | 2000 kg                           | 2000 kg                           | 2000 kg                           | 2000 kg                          | 2000 kg                          |
| Anhängelast                   | 5000 kg                           | 8000 kg                           | 6000 kg                           | 5000 kg                          | 5000 kg                          |
| spezifischer Bodendruck       | 0,456 kg/cm²                      | 0,526 kg/cm²                      | 0,538 kg/cm²                      | 0,474 kg/cm²                     | 0,486 kg/cm²                     |